# Taddeo Zuccaro

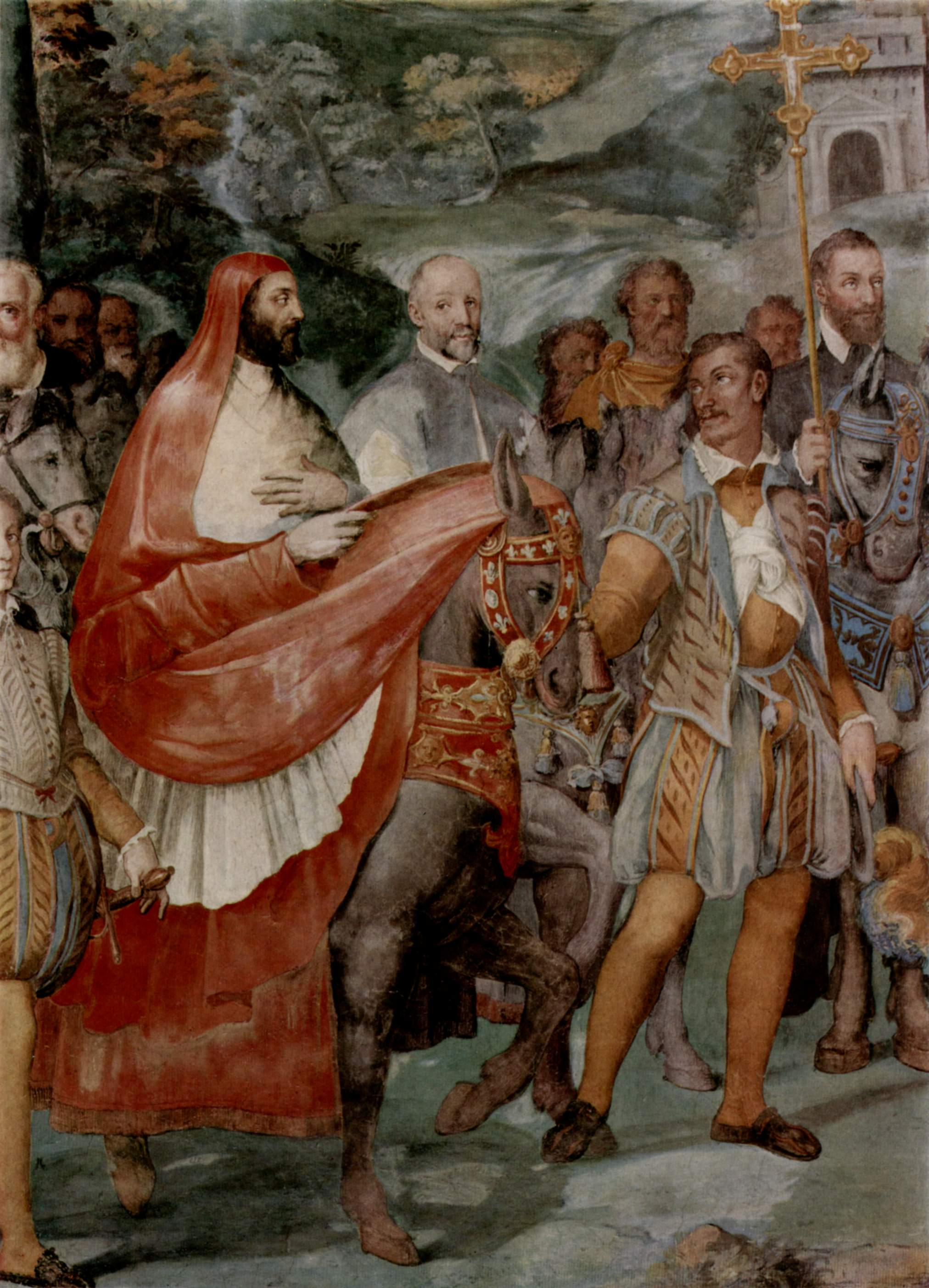
Palazzo Farnese freskó

Taddeo Zuccaro (Zuccari, Zucchero) (Sant’Angelo in Vado, 1529. szeptember 1. – Róma, 1566. szeptember 2.) olasz festő, a manierizmus képviselője, aki Rómában élt és dolgozott.

## Élete
Apja, Ottaviano Zucchero festő műtermében kezdett a festészettel ismerkedni. Taddeo kitűnő műszaki rajzoló volt, akinek már rajzai alapján is kitűnt tehetsége, eredeti kifejezésmódja. 

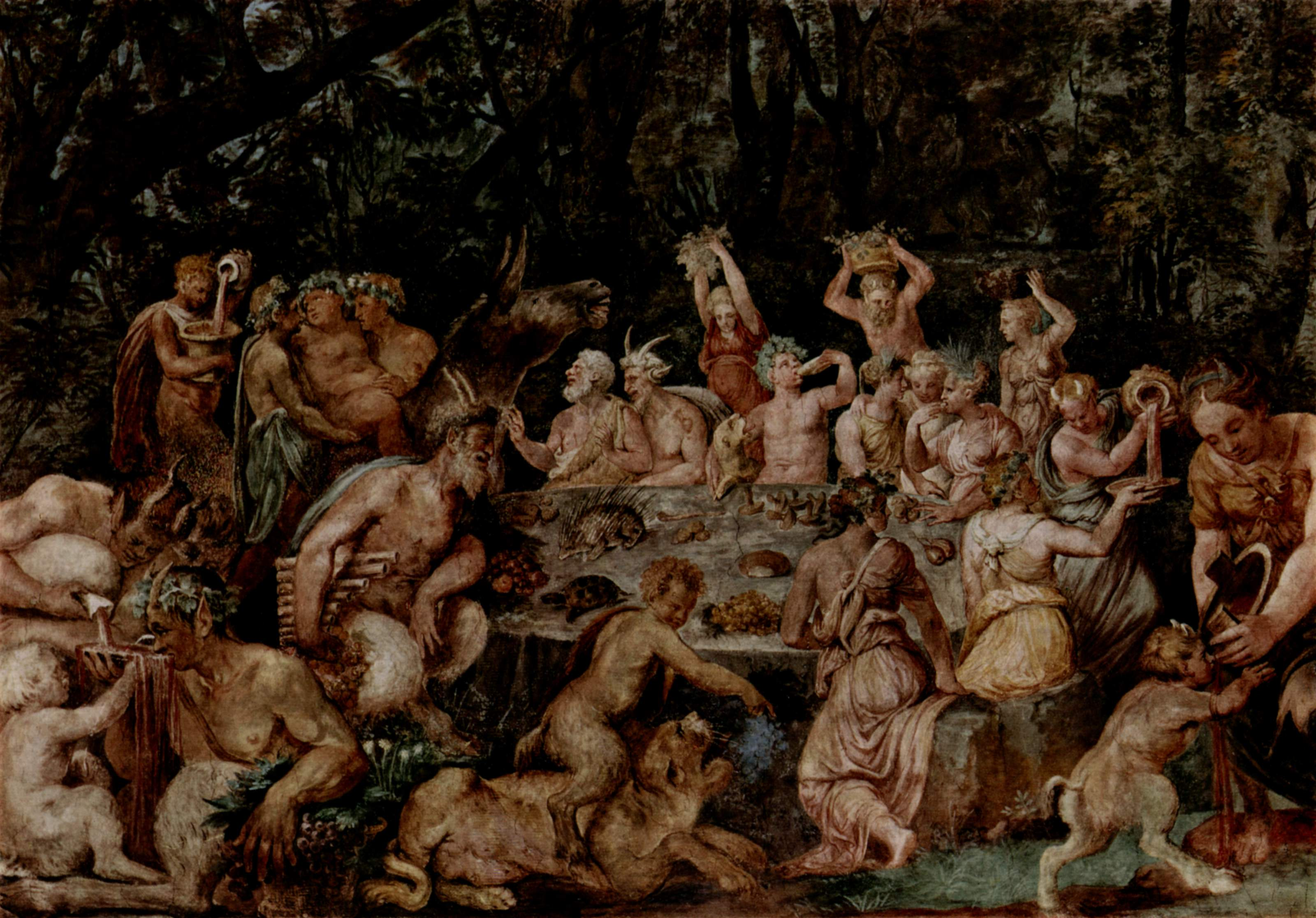
Freskó a római Villa Giuliában

A római művészetek felvirágzása miatt 1553-ban, 14 éves korában Rómába ment, és autodidakta módon kezdett további tanulmányokba, ennek során Raffaello és műhelyének munkáit tanulmányozta.
Ezután egy rövid ideig egy Correggio-tanítványnak, Daniello da Parmának felügyelete alatt folytatta ismerkedését a festészettel. Érdeklődése ekkoriban Caravaggio művészete iránt volt a legnagyobb, bizonyos hatások későbbi festményein is megfigyelhetőek (pl. a Palazzo Mattei falfestményein).
Hamarosan különböző templomok és paloták homlokzatának és belsejének freskóit kezdte el festeni, dekoratív keretekbe festett történetek formájában, amelyeken elsősorban Raffaello freskó- és díszítő tradíciói, valamint Michelangelo plasztikusságának és Correggio hatása érvényesült.
1553 előttről szinte alig maradt fenn munkája, akkoriban kezdett el dolgozni első komolyabb művén, a Mattei-kápolna falfestményein, a Santa Maria della Consolazione-templomban.
Azután is főleg Rómában dolgozott, öccsével, Federico Zuccarival. III. Gyula pápa és IV. Pál pápa megbízása alapján is végzett munkákat, a vatikáni Sala Regia supra-portjai az ő munkái (Tunisz bevétele, Nagy Károly ajándéka).
1556 és 1558 között a Frangipani-kápolna körfestményeit készítette San Marcellóban, de korai halála miatt ezt a munkáját Federico már egyedül fejezte be.

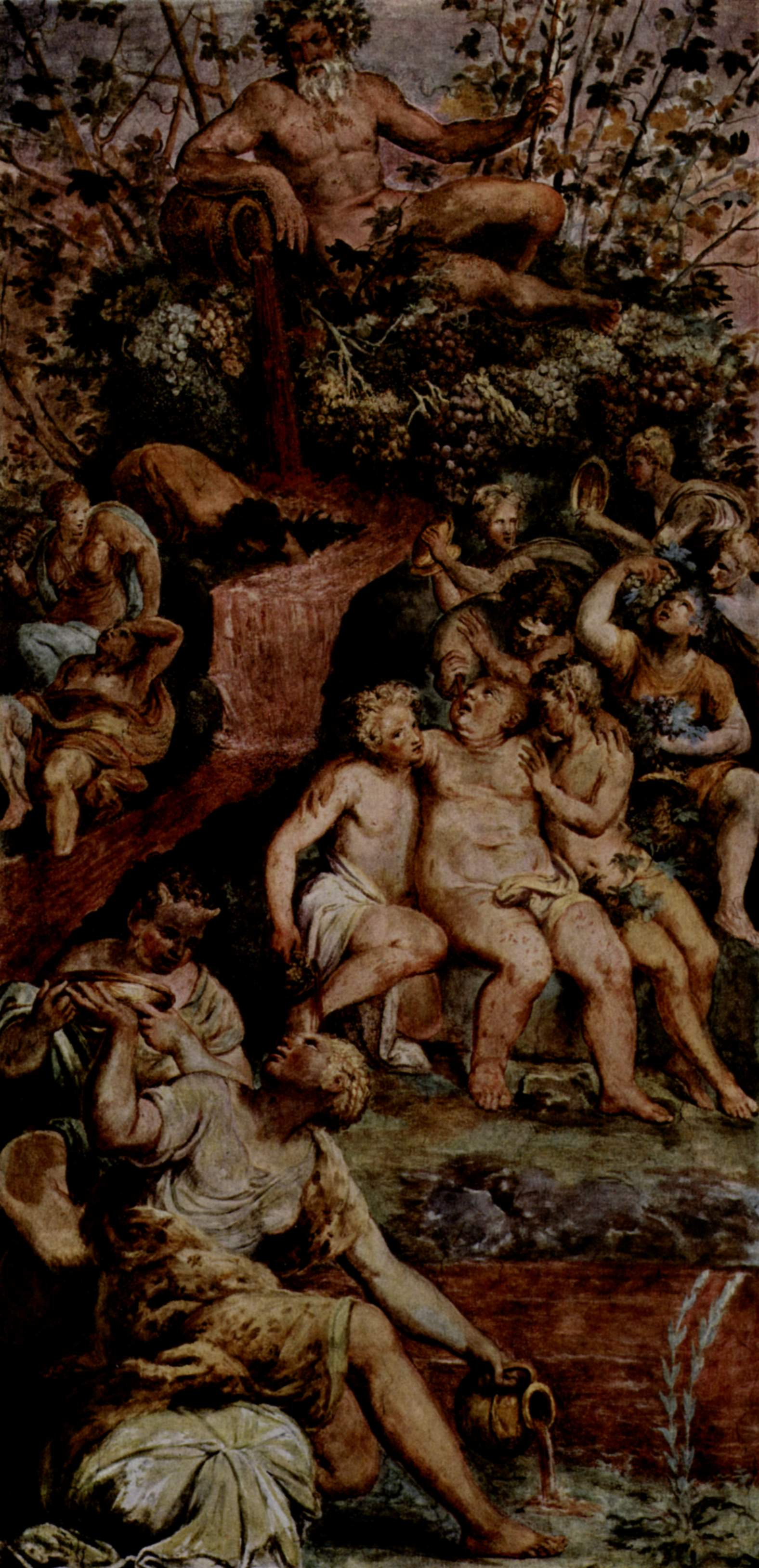
Freskó a római Villa Giuliában

Élete utolsó felében a Farnese-család patronálta, megbízásukra festette a Palazzo Farnese és más villáik falfestményeit.

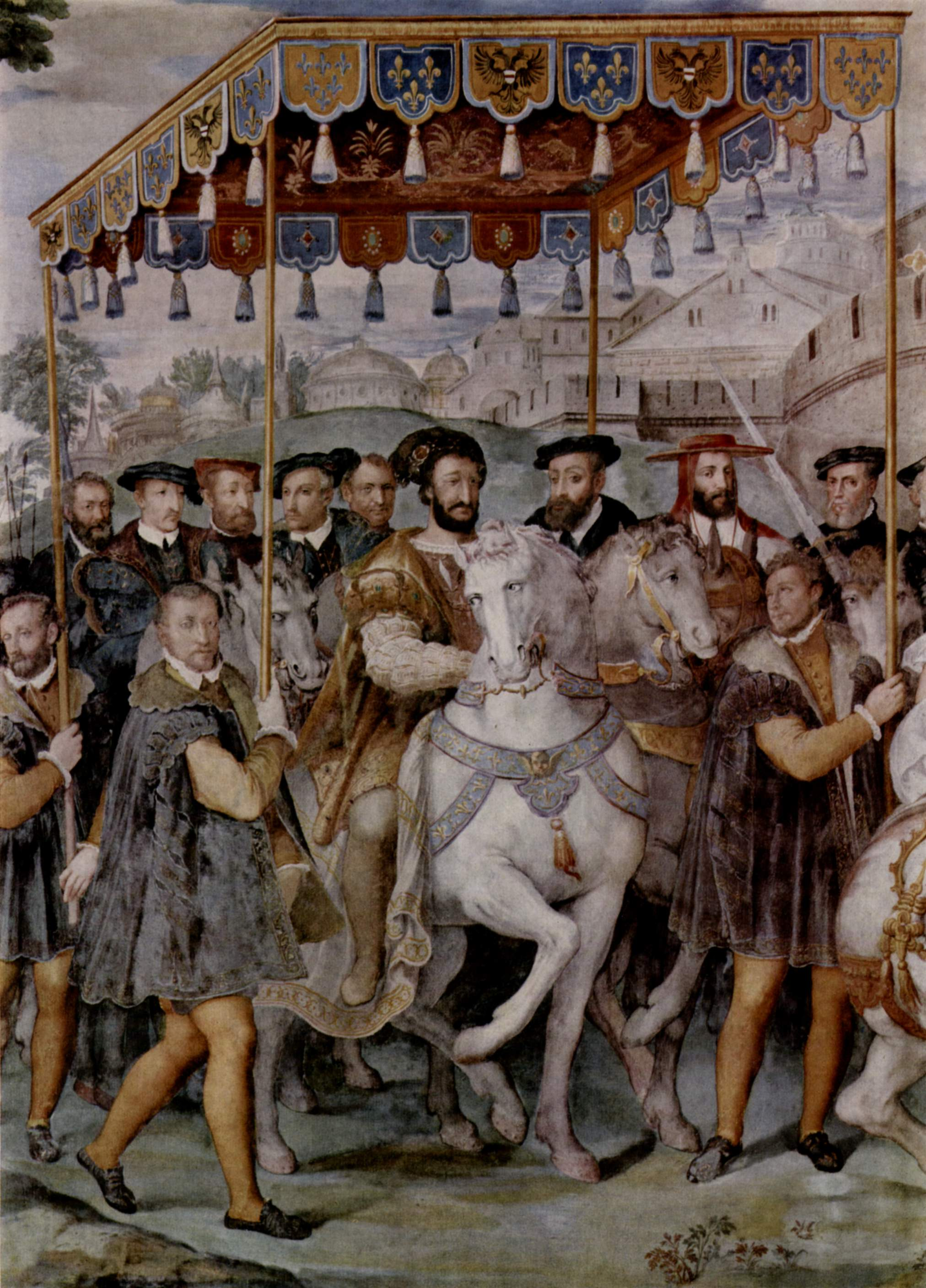
Freskó, Palazzo Farnese

Ezek a képek a család történetének egy-egy mozzanatát ábrázolják, de az ő alkotásai a római Palazzo Farnese főtermének freskói is, V. Károly német-római császár bevonulásáról.
Federico ezekben e munkáiban is sokat asszisztált neki. A Farnese-család Caprarolában, Viterbo mellett levő kastélyának a freskóit szintén ebben az időszakban készítette el (freskójenetek a Farnese-család történetéből, valamint III. Pál pápa életéből).
Utolsó művei közé tartoznak az Orsini-kastély freskói, Braccianóban (Nagy Sándor életéről).
Mindössze 37 éves volt, amikor meghalt.